# Volba prezidenta Československa 1975
Volba prezidenta Československa proběhla 29. května 1975 ve Vladislavském sále Pražského hradu, na společné schůzi obou komor Federálního shromáždění, kterou vedl předseda Alois Indra. Gustáv Husák byl zvolen osmým československým prezidentem.

## Pozadí
Rok po zvolení byl stávající prezident Ludvík Svoboda postižen sérii cévních mozkových příhod a jeho stav se stále zhoršoval. Dle některých historiků a publicistů Svoboda lpěl na své funkci a nechtěl rezignovat. Podle vzpomínek jeho dcery však politické vedení země nechtělo přijmout jeho demisi. 28. května 1975 byl tak schválen ústavní zákon č. 50/1975 Sb., který novelizoval Ústavní zákon o československé federaci z roku 1968.
Na prezidentskou funkci byli ve vnitrostranických diskuzích zvažováni Vasil Biľak a Gustáv Husák. Ačkoliv měl Biľak z počátku silnější pozici, jeho ultrakonzervativní politické názory zapříčinily, že nakonec převážila podpora Husákovi.

## Průběh a výsledek volby
Volby se účastnilo 343 poslanců. Poslanci Sněmovny lidu odevzdali celkem 195 platných hlasů pro navrženého kandidáta. Plnou podporu získal Husák také v obou komorách Sněmovny národů.
| Kandidát     | Sněmovna lidu | Sněmovna národů ČSR | Sněmovna národů SSR | Celkem hlasů |
| ------------ | ------------- | ------------------- | ------------------- | ------------ |
| Gustáv Husák | 195           | 73                  | 75                  | 343          |